# Metcalfiella jaramillorum
Metcalfiella jaramillorum är en insektsart som beskrevs av Mckamey. Metcalfiella jaramillorum ingår i släktet Metcalfiella och familjen hornstritar. Inga underarter finns listade i Catalogue of Life.